# Salsa Tequila
"Salsa Tequila" é uma novelty song do humorista e cantor norueguês Anders Nilsen, cantada em espanhol. Ele não fala espanhol, como ele mesmo confessa na canção, dizendo "No hablo español" (eu não falo espanhol). Para fazer a canção cativante, ele usa uma mistura de acordeão e saxofone observando o seu uso tornou predominante em muitos os êxitos mais recentes. A canção é escrita e produzida por Nilsen e foi lançado em 2014 na Sony Music. Foi um enorme sucesso comercial na Noruega e na Holanda e tem sido presente nas paradas musicais belgas. O vídeo da música é dirigido por Galvan Mehidi.

## Letras
Nilsen recolheu várias saudações habituais, palavras e frases em língua espanhola (e.g. muy bueno, sí, hola, dale, Santa Maria, sombreiro, muchas gracias, mi amigo, corazón, desesperado, arriba, uno, dos, tres, cuatro, porque, machete, cuanto cuesta, señorita, fútbol), alguns populares destinos espanhóis (Madrid, Mallorca, etc.), vários alimentos e bebidas tradicionais (como no título de salsa e tequila, mas, também, burrito, tacos, nachos, mojito, Old El Paso, TexMex, guacamole, jalapeño, enchilada, bacalhau, cortado, linguiça, cerveja), algumas celebridades hispânicas e portuguesas (Eva Mendes, Shakira, Adelén, Salma Hayek, Ricky Martin, Antonio Banderas, Las Ketchup, Carlos Santana, Selena Gomez, Ronaldo) e alguns hits internacionais no idioma espanhol ("Macarena", "Livin' la Vida Loca", "La Bamba", "Bailando", "Chihuahua", "Gasolina").

## Paradas
| Chart (2014)                                   | Peak position |
| ---------------------------------------------- | ------------- |
| Bélgica (Ultratop 50 de Flandres)              | 29            |
| Finlândia (Suomen virallinen lista)            | 18            |
| O campo songid é OBRIGATÓRIO PARA PARADA ALEMÃ | 72            |
| Países Baixos (Dutch Top 40)                   | 1             |
| Países Baixos (Single Top 100)                 | 2             |
| Noruega (VG-lista)                             | 1             |
| Suécia (Sverigetopplistan)                     | 52            |